# Ioan Pop
Ioan Pop (ungerska: János Pap ) född den 24 oktober 1954 i Cluj-Napoca, Rumänien, är en rumänsk fäktare som tog OS-brons i herrarnas lagtävling i sabel i samband med de olympiska fäktningstävlingarna 1984 i Los Angeles.